# Berit Lindholm
Berit Maria Lindholm (nascida Jonsson; Estocolmo, 18 de outubro de 1934 – Sköndal, 12 de agosto de 2023) foi uma soprano dramática sueca. Ela foi inicialmente membro da Royal Swedish Opera e construiu uma carreira internacional, se apresentando na Royal Opera House em Londres, no Bayreuth Festival e na Vienna State Opera, entre muitos outros locais. Ela é considerada uma das maiores intérpretes de Wagner de sua geração.
Ela era solicitada para um repertório relativamente pequeno de papéis, especialmente Brünnhilde em O Anel do Nibelungo e Isolde, além de Chrysothemis por Richard Strauss. Sendo vista como "esbelta e atlética", ela também era considerada "uma atriz excepcionalmente convincente". Em 1971, ela apareceu como Isolde no Bolshoi Theatre em Moscou em uma turnê pioneira da Vienna State Opera.

## Vida e carreira
Berit Maria Jonsson nasceu em Estocolmo em 18 de junho de 1934 filha de Nils Jonsson, um funcionário público, e Elisabet, née Carlsson. Ela estudou em Estocolmo para se tornar professora do ensino fundamental. Durante seus anos de estudante, ela apareceu em óperas, incluindo Iphigênia em Aulis de Gluck em 1954, se apresentou no Drottningholm Palace Theatre, e em L'incoronazione di Poppea de Monteverdi. Ela concluiu seus exames para ser professora do ensino fundamental e cantora em 1957, e então lecionou por quatro anos, ao mesmo tempo em que fazia aulas particulares de canto. De 1961 a 1963, ela estudou canto no Royal College of Music com Britta von Vegesack e Käthe Sandström.

### Ópera Real Sueca
Berit Jonsson fez sua estreia na Ópera Real Sueca em 1963 como Condessa Almaviva em Le nozze di figaro de Mozart; Göran Gentele era o diretor-geral e Michael Gielen o diretor musical. Após um curto período, ela assumiu o papel de Helmwige em Die Walküre de Wagner e foi descoberta como uma soprano dramática. Ela então apareceu em papéis principais, como Leonore em Fidelio de Beethoven, Aida de Verdi e, em 1964, tanto como Vênus em Tannhäuser de Wagner quanto como Tosca de Puccini. Em 1965, ela interpretou Chrysothemis em Elektra de Richard Strauss, ao lado de Birgit Nilsson no papel principal, que a recomendou para a Vienna State Opera e para a Royal Opera House. Nilsson também a recomendou ao professor de canto vocal Daniel Ferro em Nova Iorque, que ensinou uma técnica de respiração profunda e baixa.
Em 1967, Lindholm foi convidada pelo maestro Leopold Stokowski para cantar a cena final de Götterdämmerung (cena da 'Imolação' de Brünnhilde) em um concerto de Wagner com a London Symphony Orchestra no Royal Festival Hall em Londres, apenas quatro anos após sua estreia e antes de interpretar completamente o papel no palco. Um crítico da gravação observou em 2002 que ela tinha "uma voz ricamente matizada, um soprano dramático profundo com uma extensão grave ressonante capaz de uma projeção considerável. Ela mantém a duração de sua cena com perspicácia e frequentemente é incrivelmente bela". Stokowski a convidou para se apresentar novamente na cena no Carnegie Hall na cidade de Nova Iorque dois anos depois.
Ela interpretou Wagner's Isolde pela primeira vez em Estocolmo em 1967, após se preparar para o papel por oito meses sem assumir outros compromissos. Em 1968, ela interpretou Abigaille em Nabucco de Verdi. Ela foi membro do elenco da Ópera Real Sueca até 1972, mas ainda atuou como convidada, inclusive no papel principal de Salome de Richard Strauss em uma produção de 1982 dirigida por  sv. Ela interpretou a personagem não como desequilibrada ou neurótica, mas viu Salome e Jokanaan como as únicas pessoas "normais" na corte de Herodes, com Salome depositando suas esperanças no homem como uma forma de escapar disso. Ela interpretou o papel de Klytemnestra em Elektra em 1990, sendo uma das poucas a interpretar todos os papéis principais dessa ópera no palco; ela descreveu a personagem como recompensadora porque possui "tantos problemas e ansiedades". Ela interpretou Alfa na estreia mundial de Backanterna de Daniel Börtz, uma ópera baseada em The Bacchae de Eurípides, em 2 de novembro de 1991.

### Deutsche Oper am Rhein
Lindholm se tornou membro da Deutsche Oper am Rhein em Düsseldorf e Duisburg, mas permaneceu residindo na Suécia durante sua carreira internacional. A companhia encenava um ciclo de O Anel regularmente duas ou três vezes por ano, regido por Peter Schneider, com cantores como a mezzo-soprano Gwendolyn Killebrew, o tenor Manfred Jung, e os barítonos Simon Estes e Norman Bailey. Lindholm também se apresentou lá como Isolde, ao lado de Jung como Tristan, e como Salome. Ela interpretou pela primeira vez o papel principal de Elektra lá em 1983. Ela participou da estreia mundial de Die Wiedertäufer de Alexander Goehr em 19 de abril de 1985.

### Royal Opera House
Lindholm fez sua primeira apresentação na Royal Opera House em Londres como Chrysothemis em 1966, substituindo Mane Collier. Um crítico escreveu: "Alta e notavelmente magra para uma voz tão épica, a Srta. Lindholm está claramente destinada à grandeza". Ela retornou como Isolde, Brünnhilde em Der Ring des Nibelungen de Wagner, dirigido por Götz Friedrich e regido por Colin Davis, e novamente como Chrysothemis entre 1973 e 1975.
Como Brünnhilde, ela alternou com Gwyneth Jones, a cantora do papel no Jahrhundertring em Bayreuth a partir de 1976; Wotan foi retratado por Donald McIntyre. As roupas de Lindholm foram exibidas na casa de ópera em 2007. Projetadas pela sueca Ingrid Rosell, eram em sua maioria feitas de couro, obviamente para uma pessoa esbelta, desafiando "as representações de quadrinhos de uma diva wagneriana pesada, vestida de armadura e capacete".
Em 1971, Lindholm salvou um ciclo do Ring na Opera Scotland; programada para uma apresentação preliminar de Götterdämmerung, ela retornou uma semana depois para substituir Siegfried e Götterdämmerung. Ela também se apresentou no Festival de Edimburgo de 1974 com uma produção de Elektra da Royal Swedish Opera.

### Festival de Bayreuth
Lindholm estreou no Festival de Bayreuth em 1967 como Vênus em Tannhäuser, no último ano de uma produção dirigida por Wieland Wagner e regida por Berislav Klobučar. Ela retornou no ano seguinte para interpretar Brünnhilde na produção do Anel dirigida por Wieland Wagner e regida por Lorin Maazel; ela foi Brünnhilde em Die Walküre e Siegfried, mas a Terceira Norne em Götterdämmerung, enquanto Gladys Kuchta interpretou Brünnhilde. Na nova produção de 1970, dirigida por Wolfgang Wagner e regida por Horst Stein, ela foi Brünnhilde em todas as três partes do ciclo, repetindo em 1971 e 1973. Ela também apareceu no Oper Zürich em 1967 como Kundry em Parsifal de Wagner.

### Vienna State Opera
Lindholm se apresentou regularmente na Ópera Estatal de Viena, a partir de 1967 como Elsa em Lohengrin de Wagner, Leonore, Chrysothemis e Tosca; a partir de 1968 como Brünnhilde; e a partir de 1970 como Isolde. Em 1971, durante a Guerra Fria, a produção da companhia de Tristan und Isolde fez uma turnê no Bolshoi Theatre em Moscou, como o clímax de uma visita que também incluiu Le nozze di Figaro e Der Rosenkavalier de Richard Strauss. Jess Thomas apareceu como Tristan e as apresentações foram regidas por Karl Böhm e Heinrich Hollreiser. Lindholm estava orgulhosa de ter sido a primeira Isolde na União Soviética, e recordou entusiasticamente as plateias, que a presentearam com centenas de buquês de "pequenos ramos de flores bem pequeninas". A resposta emocionada de um senhor à sua apresentação a levou às lágrimas.

### América do Norte e outros lugares
Lindholm interpretou o papel de Amelia em Un ballo in maschera de Verdi na Opéra de Montréal em 1967. Ela apareceu como Sieglinde em Die Walküre apenas uma vez, na San Francisco Opera em 1972, com Nilsson como Brünnhilde e Jess Thomas como Siegmund. Ela estreou na Metropolitan Opera na cidade de Nova Iorque como Brünnhilde em Die Walküre em 1975, agora com Nilsson como Sieglinde. Quando Göran Gentele se tornou diretor-geral lá, ele planejou que ela interpretasse o papel de Cassandre em Les Troyens de Hector Berlioz, mas o projeto falhou devido à sua morte repentina.
Ela apareceu como Isolde no Liceu em Barcelona e na Opera de Paris em 1972, e na Dutch National Opera em Amsterdã em 1974. Ela interpretou o papel principal de Turandot de Puccini na Cologne Opera, regido por Nello Santi. Na Opéra de Marseille, ela interpretou Salome em 1980, ao lado de Bent Norup como Jochanaan, e em 1983 interpretou o papel principal de Elektra. Ela apareceu como a Esposa do Tingideiro em Die Frau ohne Schatten de Richard Strauss no Theater Bremen em 1991. Lindholm se aposentou em 1995.

### Vida pessoal
Ela se casou com Hans Lindholm (1932-2011), um laringologista, em 1964. Eles tiveram duas filhas.
Em Bayreuth, em vez de "transporte de diva", ela se locomovia de bicicleta que seu colega Theo Adam nomeou de Grane, como o cavalo de Brünnhilde. Um entrevistador a descreveu como uma "mulher generosa e sem pretensões, com um senso de humor irônico, capaz de olhar para sua carreira de forma filosófica e com uma percepção cativante do que ela havia alcançado e também do que não havia". Quando ele perguntou como ela gostaria de ser lembrada, ela disse: "Gostaria de ser lembrada como uma boa avó por alguns adultos simpáticos que estão crescendo e vivendo felizes em um mundo pacífico".
Em 2021, ela publicou uma memória intitulada Hovsångerska - eller vad ska jag göra med den där jävla folkskolelärarinnan? (Cantora da Corte - ou o que devo fazer com aquela maldita professora do ensino fundamental?), relembrando um comentário que o diretor da Royal Swedish Opera, Göran Gentele, teria feito pouco tempo depois dela ter se juntado à companhia.
Lindholm faleceu em Sköndal, em 12 de agosto de 2023, aos 88 anos.

## Gravações
Lindholm fez apenas algumas gravações. Ela cantou o papel de Helmwige em Die Walküre em 1966, parte da gravação do Ring com a Wiener Philharmoniker regida por Georg Solti.
Em 1967, ela gravou a cena final "Imolação" de Götterdämmerung regida por Leopold Stokowski quando fez sua estreia na Royal Festival Hall. Um crítico da revista Gramophone observou: "Eles são acompanhados por Berit Lindholm, fazendo sua estreia no Festival Hall, em uma nobre interpretação da cena de Imolação de Brünnhilde, com tons emocionalmente ricos, apaixonados, vocalmente seguros e com linhas firmes."
Em 1969, ela cantou o papel de Cassandre em uma gravação de Les Troyens regida por Colin Davis, embora nunca tivesse interpretado o papel no palco. Ela se apresentou ao lado de Jon Vickers como Enéias, com o coro e a orquestra da Royal Opera House em Londres. Davis passou tempo com o elenco para alcançar um canto autêntico em francês, e eles tiveram que receber treinamento extensivo no idioma.
Ela também gravou canções suecas, entre outras. Árias de sua coleção particular foram compiladas em 2008, incluindo "So bin ich nun verlassen" de Weber de Euryanthe, "Abscheulicher! Wo eilst du hin", ária de Leonore de Fidelio de Beethoven, "In questa reggia" de Puccini de Turandot, e músicas de Wagner, "Dich, teure Halle", ária de Elisabeth de Tannhäuser, "Einsam in trüben Tagen", ária de Elsa de Lohengrin, e trechos das três partes do Ring.

## Prêmios
Lindholm recebeu o título de Hovsångerska em 1976. Ela se tornou membro da Royal Swedish Academy of Music em Estocolmo em 1984 e recebeu o prêmio Litteris et Artibus em 1988.